# Komisariat Straży Granicznej „Turmont”
Komisariat Straży Granicznej „Turmont” – jednostka organizacyjna Straży Granicznej pełniąca służbę ochronną na granicy polsko-łotewskiej w 1939 roku.

## Formowanie i zmiany organizacyjne
W związku z przejęciem przez Straż Graniczną ochrony granicy polsko-łotewskiej od Korpusu Ochrony Pogranicza,komendant Straży Granicznej gen. bryg. Walerian Czuma, rozkazem nr 11 z 4 lipca 1939 w sprawie utworzenia obwodu i komisariatów Straży Granicznej, nakazał utworzenie komisariatu Straży Granicznej „Turmont”.

## Struktura organizacyjna
Organizacja komisariatu w kwietniu 1928:
- komenda − Turmont
- placówka Straży Granicznej I linii „Turmont”
- placówka Straży Granicznej I linii „Tylża”
- placówka Straży Granicznej I linii „Mierzany”
- placówka Straży Granicznej I linii „Anopol”
- placówka Straży Granicznej I linii „Plauszkiety”
- placówka Straży Granicznej II linii „Turmont”